# Poutrelle (bâtiment)
Pour les articles homonymes, voir poutrelle.

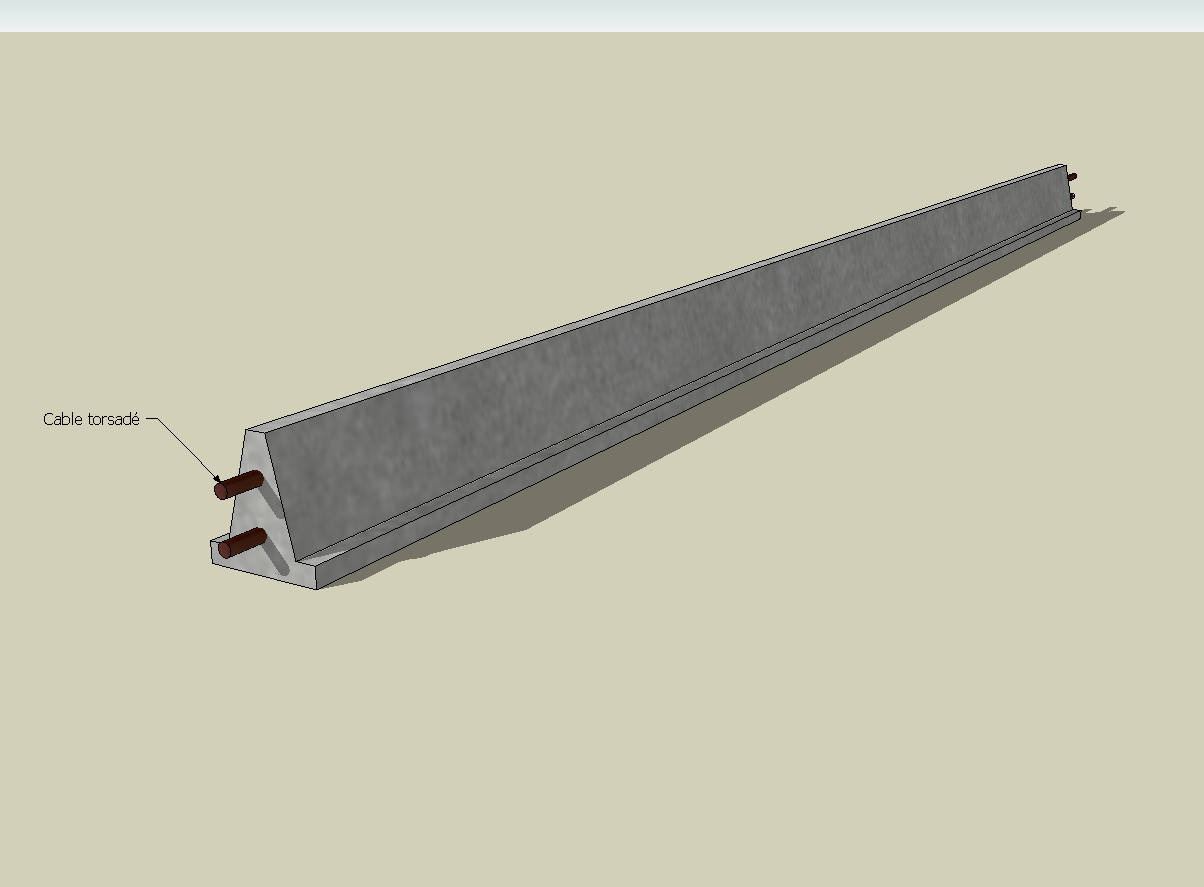
Poutrelle

Dans le domaine du bâtiment et de la construction une poutrelle désigne un élément porteur d'un plancher béton. Elle  est constituée de béton enrobant une ou plusieurs armatures : torons pour les poutrelles précontraintes ou aciers passifs (HA) pour les autres poutrelles.
La taille d'une poutrelle et de ses armatures est calibrée en fonction de sa longueur et des charges qu'elle doit reprendre.

## Plancher à poutrelles et voûtain

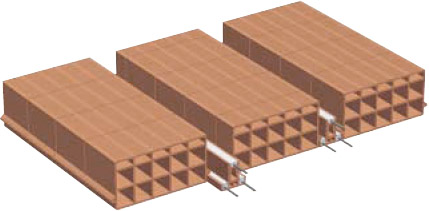
Poutrelles et voûtains

Des poutrelles peuvent être associés à des voûtains: éléments en terre cuite formant coffrage perdu. Les interstices sont comblés avec du béton coulé.